# Ахилия Бай

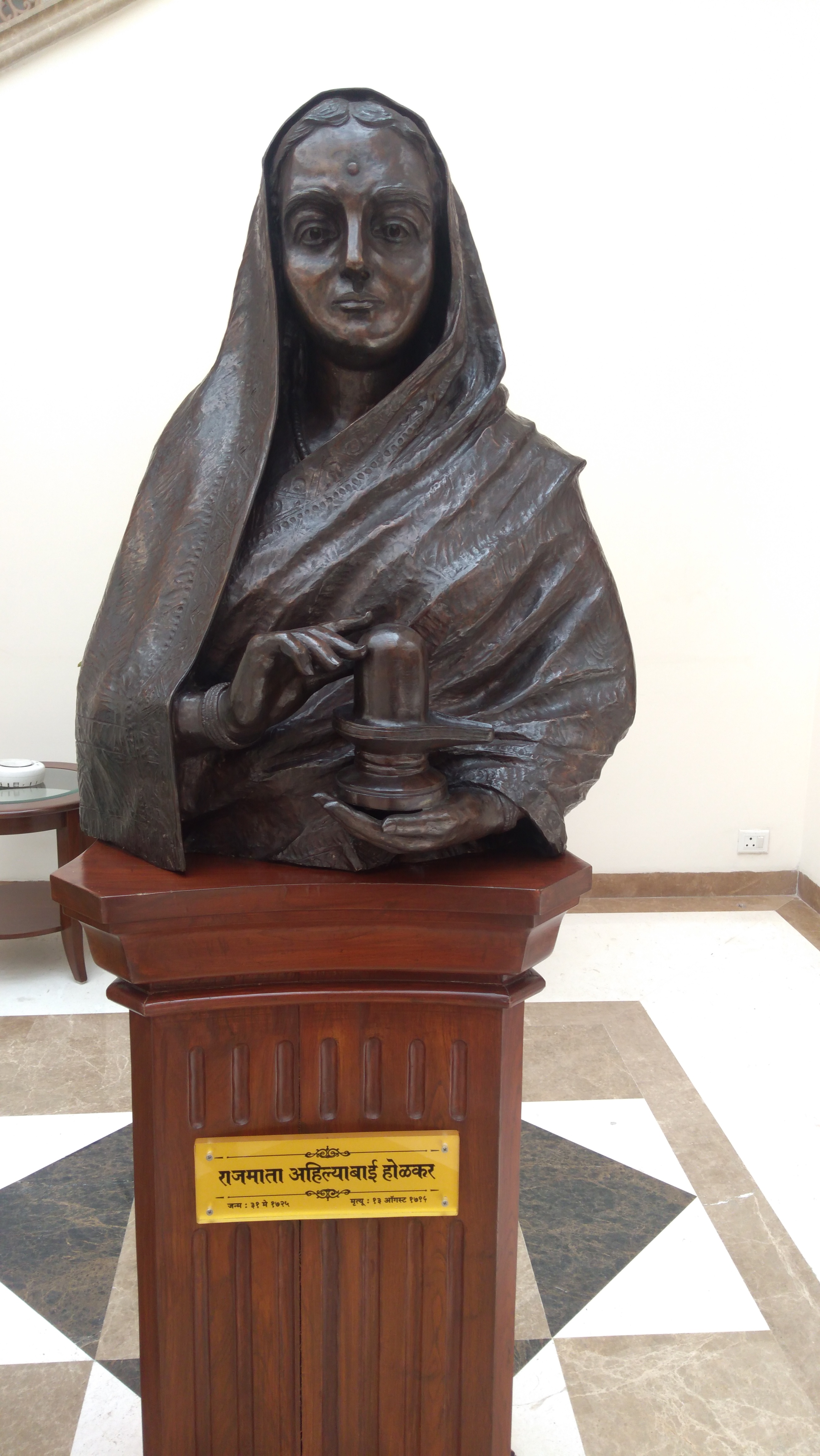

Ахилия Бай (31 мая 1725 — 13 августа 1795) — махарани, правительница индийского княжества Индаур с 1767 года.

## Биография
Происходила из рода Шинде. Дочь Манкоджи Шинде, старосты села. По настоянию отца получила начальное образование. В 8-летнем возрасте стала невестой Ханда Рао Холкар, сына махараджи Малхара Рао I. В 1733 году официально вышла замуж. Ещё при жизни пользовалась уважением свёкра. В 1754 году её муж погиб при осаде Кумбхера. После этого Ахилья стала ближайшей советницей Малхара Рао Холкара.
В 1766 году, после смерти последнего, Ахилия Бай стала регентшей при своём сыне Мале Рао. В 1767 году, после его внезапной смерти, официально взошла на трон. Со временем заключила союз с Наной Фарнависом, главой администрации пешвы Мадхава Рао II.
В своей политике старалась поддерживать дружеские отношения с правительством пешвы, другими маратхскими семьями. При этом призывала совместными усилиями противодействовать внешнему врагу, прежде всего британцам.
Заботилась о сохранении внутреннего мира в своём государстве. Период её правления в княжестве Индаур — время развития столицы, экономического и культурного подъёма (поддерживала различные храмы, проводились работы по обеспечению чистой и качественной водой, строились дороги, создавались места для торговли). Вводила налоги умеренных размеров, демонстрировала уважение к сельским общинам, способствовала развитию промышленности, особенно текстильной. Значительные средства отводились также повышению обороноспособности: возводились крепости и укрепления.
В сфере культуры финансировалось проведение различных праздников: музыкальные, художественные, литературные соревнования. Известными поэтами при её дворе были Моропант, Анантапханди, Кришнали Рам.